# Senna trolliiflora
Senna trolliiflora é uma espécie vegetal da família Fabaceae.
Apenas pode ser encontrada no seguinte país: Equador.
Os seus habitats naturais são: florestas subtropicais ou tropicais húmidas de baixa altitude.